# Luisa Casillo
Luisa Casillo (ur. 8 lipca 1988 roku w San Giuseppe Vesuviano) – włoska siatkarka, grająca na pozycji środkowej, reprezentantka kraju. 

## Sukcesy klubowe
Liga Mistrzyń:
- 2009

Puchar Włoch Serie A2:
- 2012

## Sukcesy reprezentacyjne
Mistrzostwa Świata Kadetek:
- 2005

## Nagrody indywidualne
- 2005: Najlepsza blokująca Mistrzostw Świata Kadetek